# ميمون أبو الهول
ميمون أبو الهول (Mandrillus sphinx) أو الماندريل هو من رئيسيات قرد العالم القديم (سعدان العالم القديم). وهو واحد من نوعين من نفس جنسه، جنبا إلى جنب مع الدريل (drill). كل منهما تم تصنيفهما على أنها بابون، ولكن لديهم الآن جنسهم الخاص (ميمون). على الرغم من أنها تبدو مثل البابون، فهي أكثر ارتباطا بـسعدان المنجبي. توجد المنادريلات في جنوب الكاميرون والغابون وغينيا الاستوائية والكونغو.

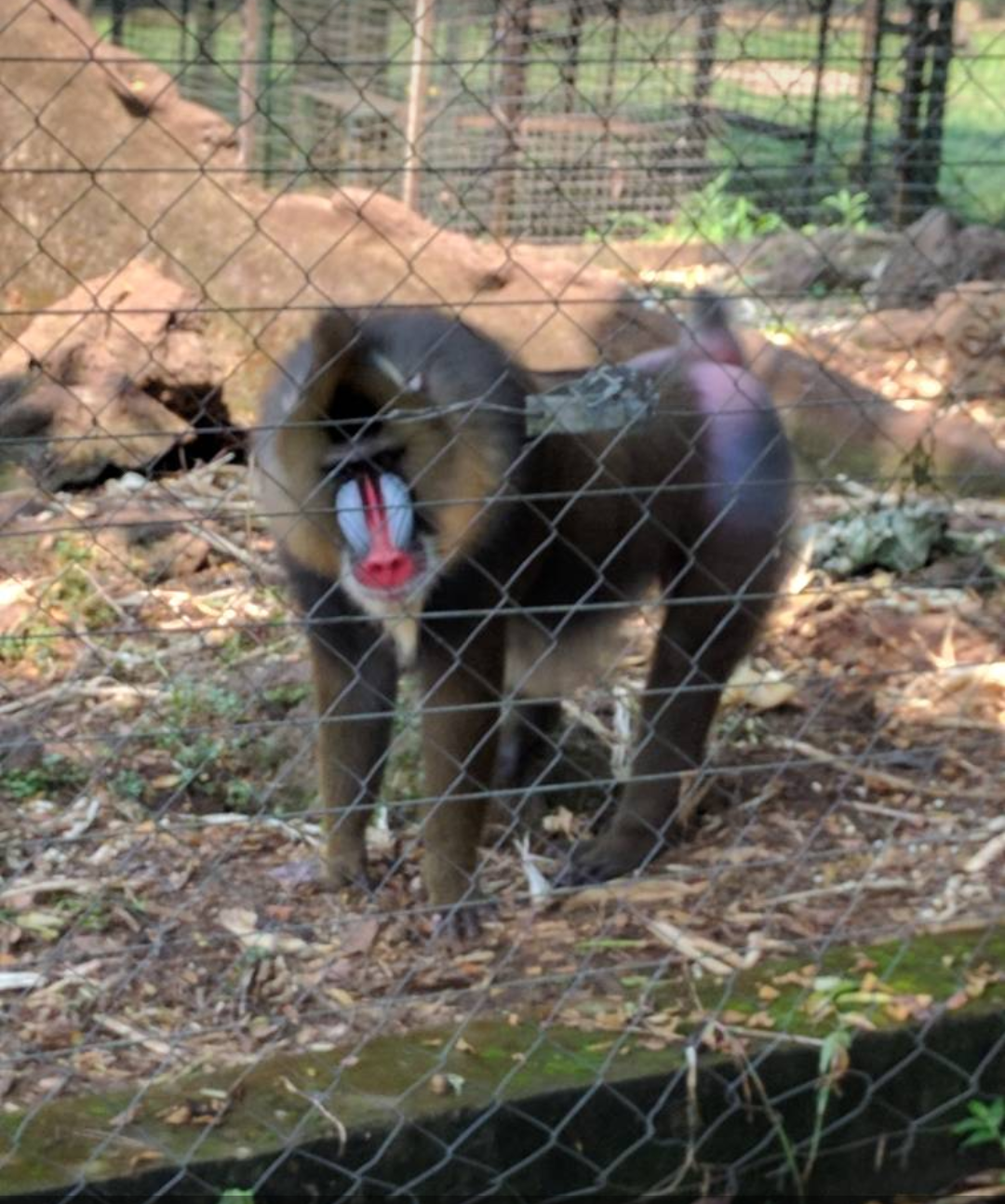
ميمون أبو الهول في حديقة حيوان ليمبي ، الكاميرون

يعيش المنادريل في الغالب في الغابات المطيرة الاستوائية وفي مجموعات كبيرة جدا.
لديها نظام غذائي يتكون في الغالب من الفواكه والحشرات. يبلغ موسم التزاوج ذروته في يوليو إلى سبتمبر، مع ذروة الولادة المقابلة في ديسمبر إلى أبريل.أبريل.
الماندريل هي أكبر قرود في العالم. صنف الاتحاد الدولي لحفظ الطبيعة(IUCN) الماندريل على أنها نوع مهدد بخطر انقراض أدنى.

## الوصف

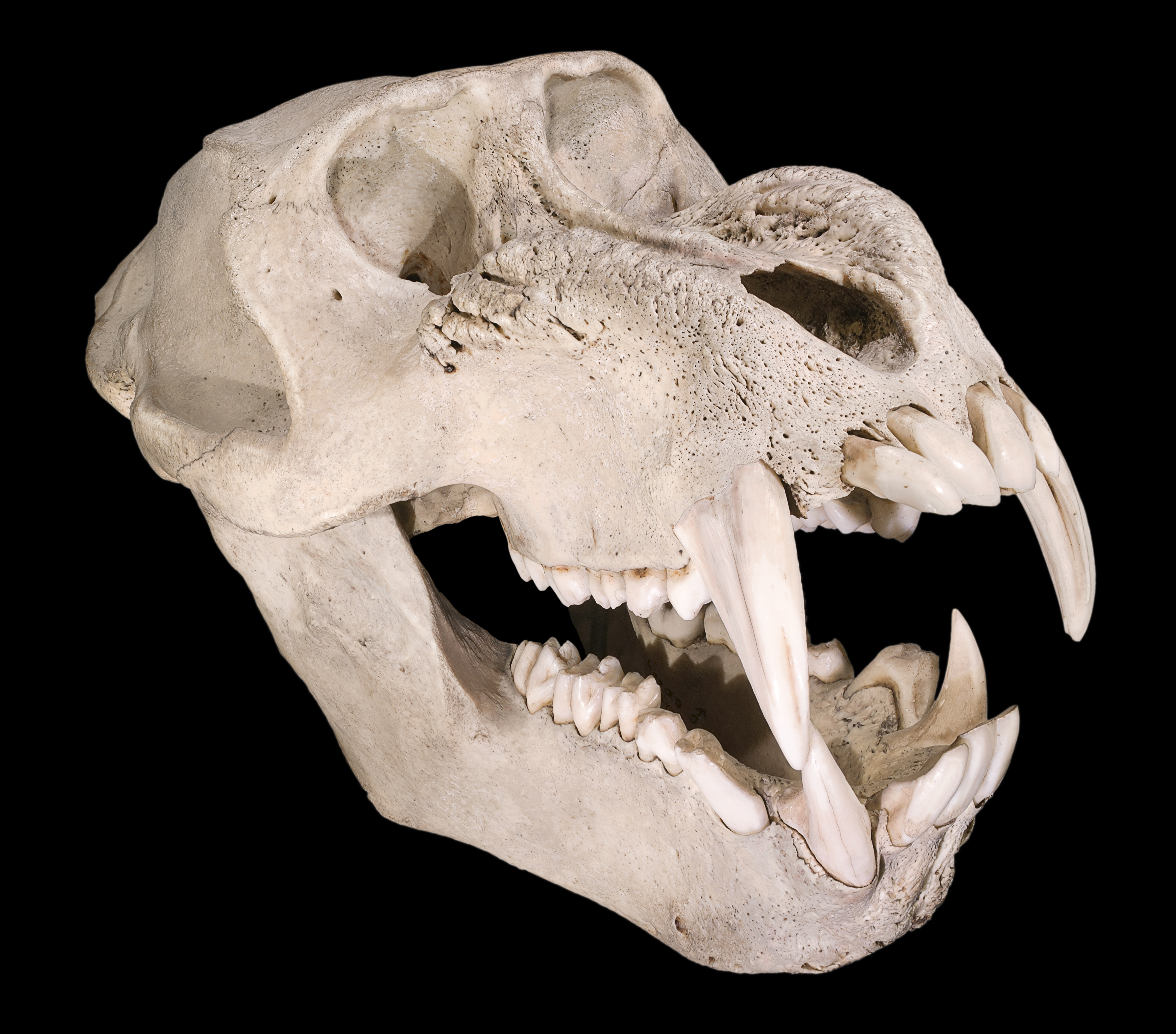
جمجمة ماندريل (متحف تولوز)

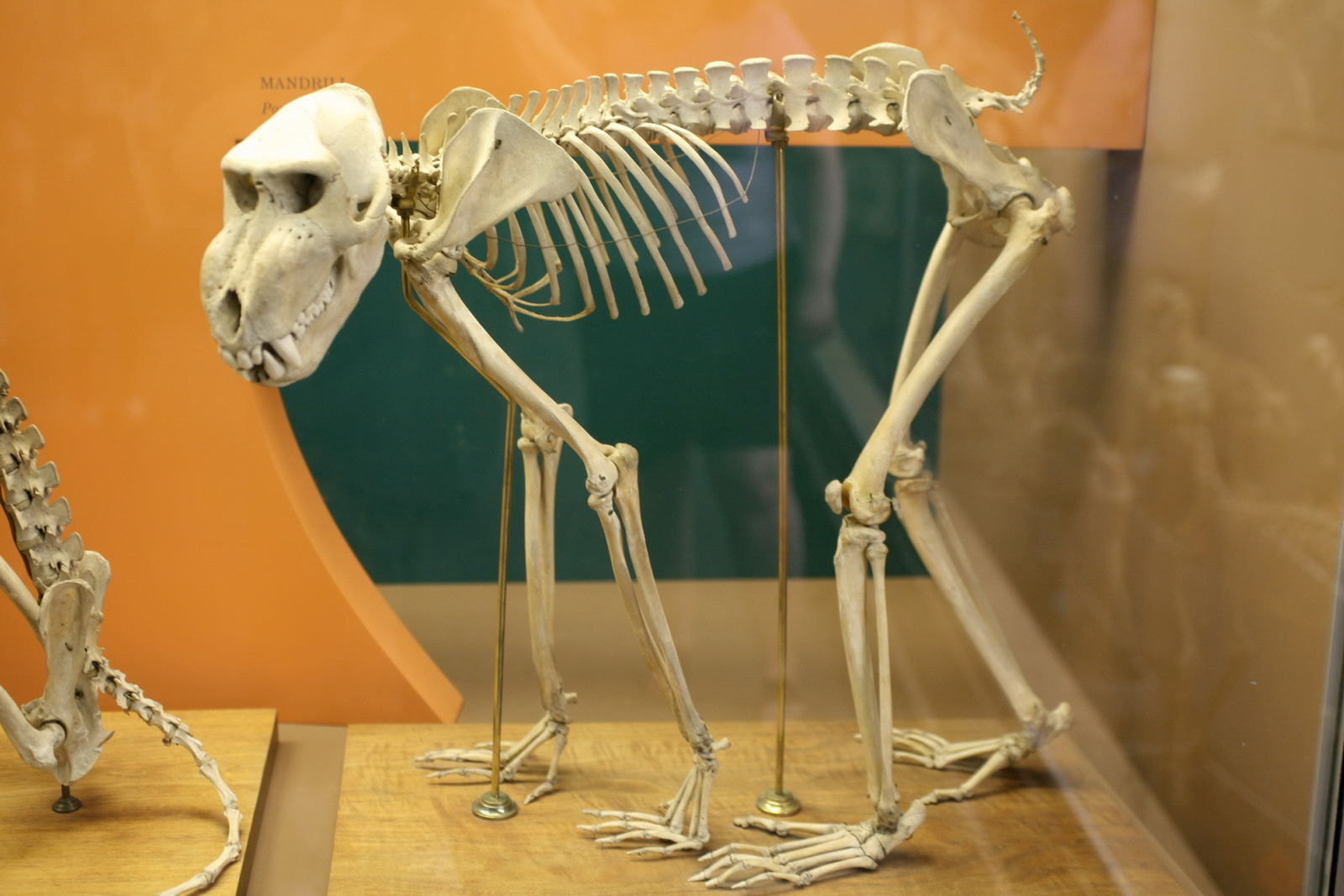
هيكل عظمي من الماندريل

لدى الماندريل فرو أخضر زيتوني أو رمادي داكن مع عصابات (الفرو حول الرأس) صفراء وسوداء وبطن بيضاء. وجهه الخالي من الشعر له خطم طويل ذات خصائص مميزة مثل فتحات الأنف والشفتين الحمراوتين ولحية صفراء وخصلات بيضاء.
المناطق حول الأعضاء التناسلية والشرج متعددة الألوان، فهي حمراء، وردية، وزرقاء، وقرمزية، وأرجوانية. لديهم أيضا ثآليل وردية شاحبة.
يكون تلوين الحيوان أكثر وضوحًا عند الذكور البالغين. كلا الجنسين لهما غدد صدرية تُستخدم في الاتصال الشمي. هذه أيضًا أكثر وضوحًا في الذكور البالغين المهيمنين. لدى الذكور أيضًا أنياب أطول من الإناث، والتي يمكن أن تصل إلى 6.35 سنتيمتر (2.50 بوصة) و 1.0 سم على التوالي.
الماندريل هي واحدة من أكثر الثدييات ثنائية الشكل جنسيًا بسبب الانتقاء الجنسي القوي للغاية الذي يفضل الذكور من حيث الحجم واللون. تزن الذكور عادة 19–37 كيلوغرام (42–82 رطل) بمتوسط كتلة 32.3 كيلوغرام (71 رطل) . تزن الإناث ما يقرب من نصف وزن الرجل 10–15 كيلوغرام (22–33 رطل) ومتوسط 12.4 كيلوغرام (27 رطل). يمكن للذكور كبيرة الحجم أن يصل وزنها إلى 54 كيلوغرام (119 رطل) ، مع وجود تقارير غير مؤكدة عن حجم الماندريل الضخم الذي يزن 60 كيلوغرام (130 رطل) حسب كتاب غينيس للأرقام القياسية.   
الماندريل هو أثقل قرد حي، حيث يتفوق إلى حد ما حتى على أكبر قرود البابون مثل بابون تشاكما و البابون الزيتوني في متوسط الوزن حتى مع الأخذ في الاعتبار إزدواج الشكل الجنسي الأكثر تطرفًا، لكن الماندريل متوسط الطول والارتفاع على حد سواء.
متوسط طول الذكر 75–95 سنتيمتر (30–37 بوصة) والأنثى 55–66 سنتيمتر (22–26 بوصة) ، مع إضافة الذيل القصير 5–10 سنتيمتر (2–4 بوصة).  يمكن أن يتراوح ارتفاع الكتفين من 45–50 سنتيمتر (18–20 بوصة) في الإناث و 55–65 سنتيمتر (22–26 بوصة) في الذكور. بالمقارنة مع أكبر قردة البابون، فإن الماندريل يشبه القرد من حيث الهيكل، مع بنية عضلية ومضغوطة، وأطراف أقصر وأكثر سمكًا تكون أطول في المقدمة ولا يوجد ذيل تقريبًا.   يمكن أن يعيش حتى 31 عامًا.
تصل الإناث إلى مرحلة النضج الجنسي عند حوالي 3.5 سنوات.

### الألوان

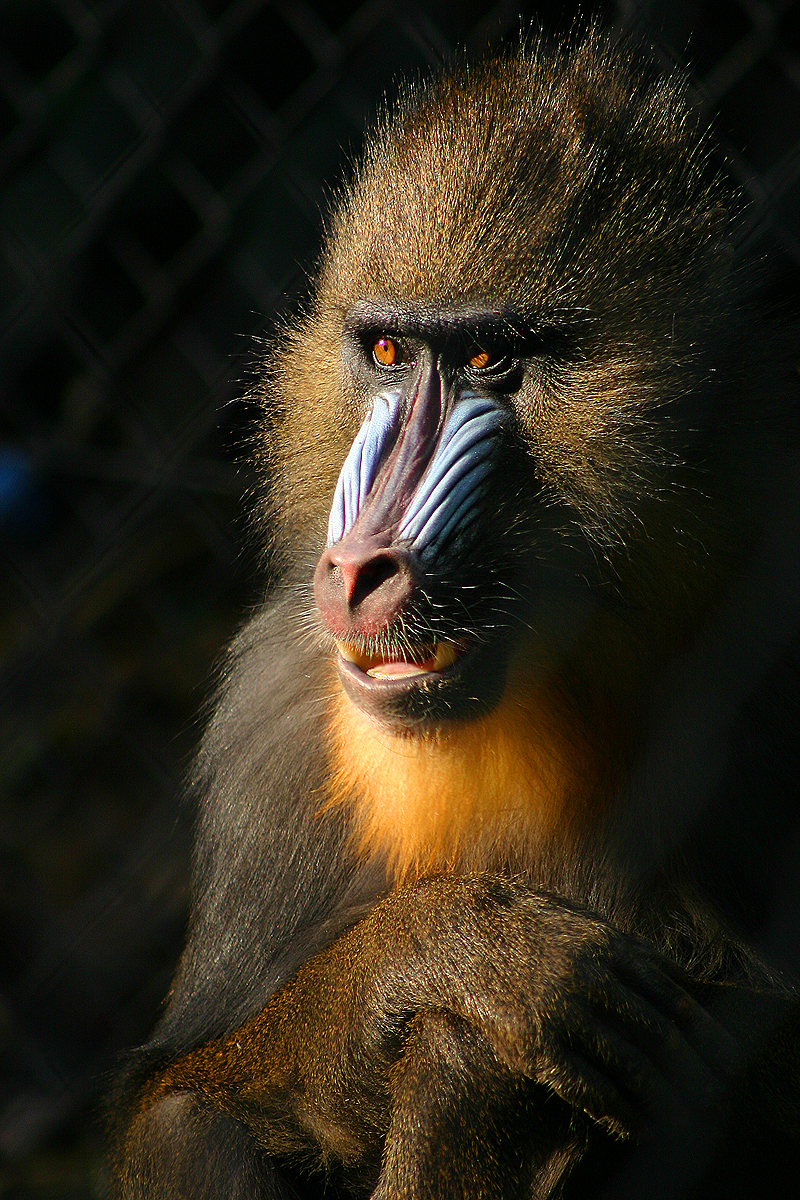
لقطة مقرّبة لوجه ذكر الماندريل الملون

يُشار إلى الماندريل على أنها ملونة بشكل استثنائي وفقًا لمعايير الثدييات. كتب تشارلز داروين في كتابه The Descent of Man : «لا يوجد عضو آخر في فئة الثدييات بأكملها ملون بطريقة غير عادية مثل ذكور الماندريل البالغ». في الواقع، لا يتم إنتاج الألوان الزاهية بشكل تقليدي (لا يُعرف عن أي حيوان ثديي أن لديها أصباغ حمراء وزرقاء)، مشتقة من حيود الضوء في ألياف كولاجين. 

## البيئة والأنشطة

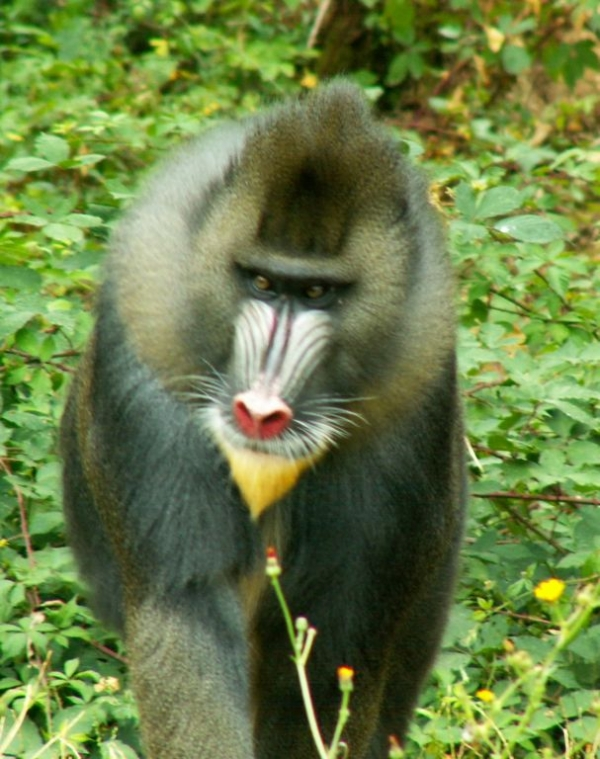
ماندريل يتجول في الغابة

يتواجد الماندريل بشكل أساسي في جنوب الكاميرون وغينيا الاستوائية والكونغو والغابون. قد يشمل مداها أيضًا نيجيريا. تشير الأبحاث الحديثة إلى أن مجموعات الماندريل شمال وجنوب نهر أوغوي مختلفة وراثيًا بحيث تكون سلالات منفصلة.
يعيش الماندريل في الغابات الاستوائية المطيرة. كما أنهم يعيشون في غابات المعرض المجاورة للسافانا، وكذلك الغابات الصخرية والغابات النهرية، والغابات التي غمرتها الفيضانات وأحواض الجداول. 
الماندريل آكل للنباتات واللحوم. عادة ما تأكل أكثر من مائة نوع من النباتات، وهو يفضل تناول الفاكهة، ولكنه يأكل أيضًا الأوراق، والليانا، واللحاء، والسيقان، والألياف. كما أنه يستهلك الفطر والتربة.  يتغذى الماندريل بشكل كبير على اللافقاريات، وخاصة النمل والخنافس والنمل الأبيض والصراصير والعناكب والقواقع والعقارب. يأكل أيضا البيض؛ وحتى الفقاريات مثل الطيور والسلاحف والضفادع والنياصم والجرذان والزبابة. على الأرجح سيأكلون الفقاريات بشكل أكبر عندما تتاح لهم الفرصة، مثل ديكر الخليج وغيرها من الظباء الصغيرة.
من المحتمل أن يتم قتل الفريسة الكبيرة عن طريق عضة في مؤخرتها من أنياب الماندريل الطويلة.
أثبتت إحدى الدراسات أن غذاء الماندريل يتكون من الفاكهة (50.7٪)، البذور (26.0٪)، الأوراق (8.2٪)، اللب (6.8٪)، الأزهار (2.7٪)، والأغذية الحيوانية (4.1٪)، مع أطعمة أخرى. تشكل النسبة المتبقية (1.4٪). 
يتم افتراس الماندريل بشكل رئيسي من قبل النمور. 
يتم أيضا مهاجمة الصغار من قبل النسور المتوجة وثعابين الصخور الأفريقية  ؛ وقد يتم عضهم وقتلهم من قبل حية الشجر عندما يقومون عن طريق الخطأ بإيقاظها.
يُعتقد أن معظم الحيوانات المفترسة تشكل تهديدًا بشكل أساسي على صغير الماندريل، مع انخفاض احتمال الافتراس لدى الإناث البالغات وخاصة الذكور البالغين، والتي قد تكون محصنة باستثناء الكمائن النادرة التي ينصبها النمر.
في دراسة حيث تم تعريض فرقة من الماندريل لمحفزات تتعلق بمفترساتها الطبيعية، وقد تسبب النمر في هروب الجزء الأكبر من المجموعة إلى الأشجار.
ومع ذلك لوحظ أن الذكور الكبيرة المهيمنة تبدي استجابة للحيوانات المفترسة الطبيعية حتى النمر، مما يشير بشكل عام إلى العدوان والدور الدفاعي الذي قد يلعبونه في مثل هذه الظروف.  
الماندريل في الغالب أرضية ولكنها أكثر شجرية من البابون.   عندما تكون على الأرض، يسير الماندريل بواسطة سلامياته (المشي على أصابع القدمين من الأطراف الأربعة). عندما تكون في الأشجار، غالبًا ما تتحرك عن طريق القفزات الجانبية.  الماندريل في الغالب نهارية، وتمتد أنشطتها من الصباح إلى المساء. ينامون في الأشجار في موقع مختلف كل ليلة.  وقد لوحظ ان الماندريل يستخدم الأدوات مثل العصي لتنظيف نفسها.

## السلوك الاجتماعي والتكاثر

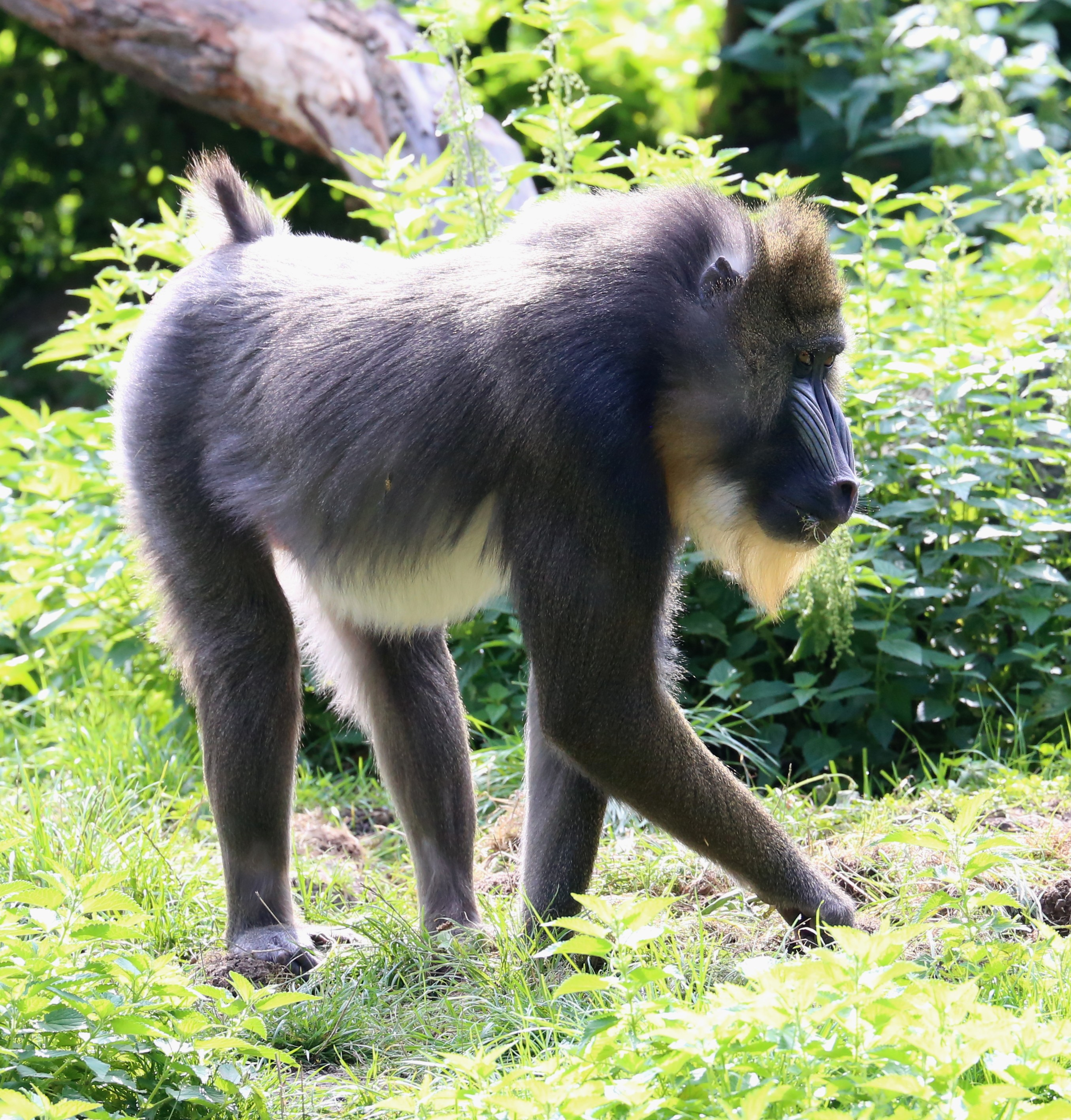
في حديقة حيوان اوغسبورغ ، اوغسبورغ

يعيش الماندريل في مجموعات كبيرة جدًا ومستقرة تسمى «حشود». يمكن أن يصل عدد الحشد إلى مئات الماندريلات، وربما يبلغ متوسط عدد أفرادها حوالي 615 فردًا ويصل إلى ما يصل إلى 845.    من الصعب تقدير حجم الحشد في الغابة بدقة، لكن تصوير حشد يعبر فجوة بين بقعتين في الغابة أو يعبر طريقًا هو طريقة موثوقة لتقدير العدد الإجمالي.
احتوى أكبر حشد يمكن التحقق منه بهذه الطريقة على أكثر من 1300 فرد، في منتزه لوبي الوطني، الغابون - وهو أكبر تجمع للقرود غير البشرية تم تسجيله على الإطلاق. في البرية. يتفرق الذكور وتبقى الإناث فقط في مجموعة ولادتهم. وهذا يفيد الإناث في إقامة علاقات قوية مع أقاربهن والتي يمكن أن تقدم الدعم أثناء النزاعات ونسلًا أفضل وعمرًا أطول.  هذه الحشود مكونة من إناث بالغة وصغارهم المعالين.
يعيش الذكور أسلوب حياة انفرادي، ولا يدخلون إلى حشود إلا عندما تتقبل الإناث التزاوج الذي يستمر ثلاثة أشهر كل عام. وليس من المعروف وجود حشود من العزاب الذكور.
يبدأ موسم التزاوج من يونيو إلى أكتوبر، وهو وقت حدوث الانتفاخات الجنسية للإناث. يتكاثرون كل عامين. عند التكاثر يتبع الذكر الأنثى ويحرسها.
يتواجد الذكور البالغون في شكلين مختلفين: الذكور المهيمنون ذَوو الألوان الزاهية والسمنة، والذكور المرؤوسون شاحبون وغير بدينون. كل الذكور تنخرط في التزاوج، ولكن الذكور المهيمنين فقط هم من يمكنهم الإنجاب.
يقاتل الذكور أحيانًا من أجل حقوق التكاثر مما يؤدي إلى الهيمنة. على الرغم من ندرة النزاعات، إلا أنها قد تكون مميتة. يؤدي اكتساب الهيمنة (أي أن يصبح ذكر ألفا) إلى زيادة حجم الخصية، واحمرار الجلد الجنسي على الوجه والأعضاء التناسلية، وزيادة إفراز الغدة الجلدية القصية. 
عندما يفقد الذكر الهيمنة أو حالة ألفا، يحدث العكس، على الرغم من أن الحواف الزرقاء تظل ساطعة. هناك أيضًا انخفاض في نجاحها الإنجابي. هذا التأثير تدريجي ويحدث على مدى بضع سنوات.  
عندما يتزاوج المرؤوسون مع أنثى، فإن المنافسة بينهم تسمح للذكور المهيمنين بالحصول على فرصة أكبر في إنجاب الأبناء،  لأن عدد المرؤوسين يفوق عدد المهيمنين 21 إلى 1.
هناك أيضًا تسلسل هرمي للسيطرة بين الإناث، حيث يتم عرض النجاح الإنجابي في فترات أقصر بين أرقام ألفا وبداية التكاثر في الأعمار المبكرة.

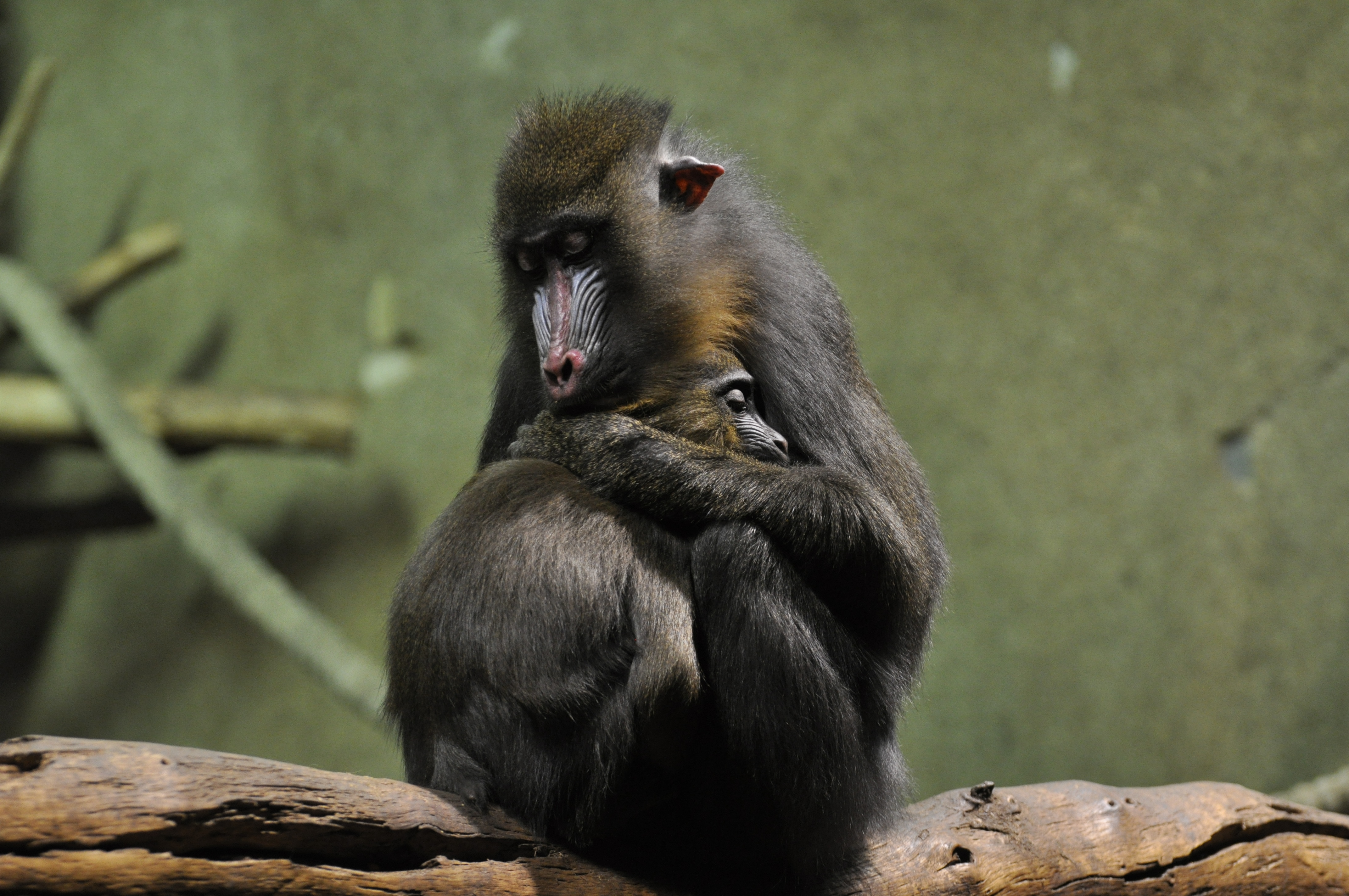
أم نائمة مع صغيرها في حديقة حيوان هيجنبك هامبورغ ، ألمانيا

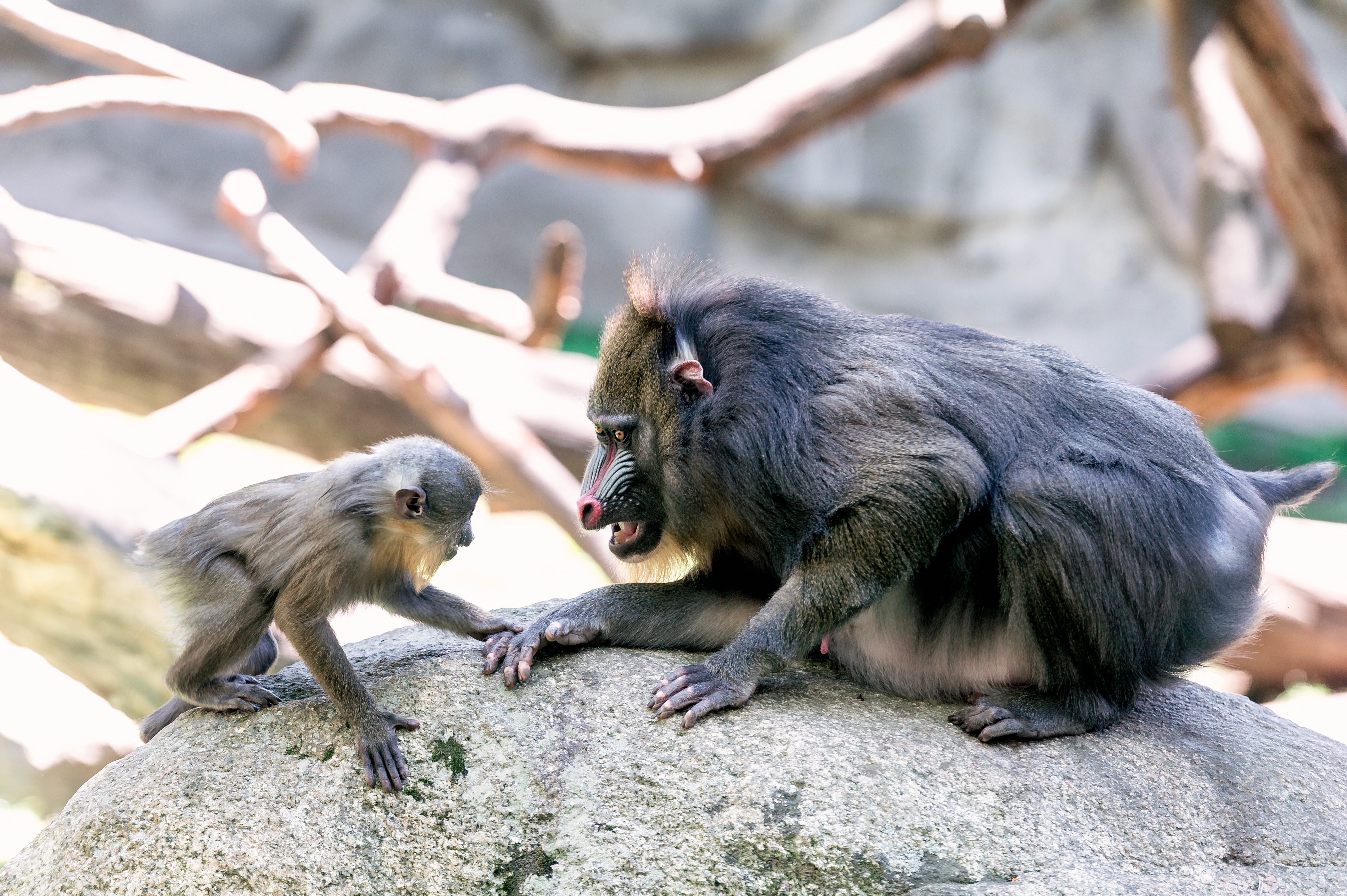
أم تلعب مع طفلها في حديقة حيوان ساوثويك في ميندون ، ماساتشوستس

تحدث الولادة من يناير إلى مايو. تحدث معظم الولادات في الغابون في موسم الأمطار، من يناير إلى مارس، وعادة ما يستمر الحمل 175 يومًا.
في الأسر هناك 405 أيام تفصل بين كل ولادة. يولد الصغار مع معطف أسود وجلد وردي. تقوم الإناث بتربية الصغار.
تعتني بعض الأقارب الإناث بالصغار فيما يعرف بالرعاية غير الوالدية. يترك الذكور مجموعات الولادة الخاصة بهم عندما يبلغون من العمر ست سنوات ويبقون على حدود المجموعة الاجتماعية.  

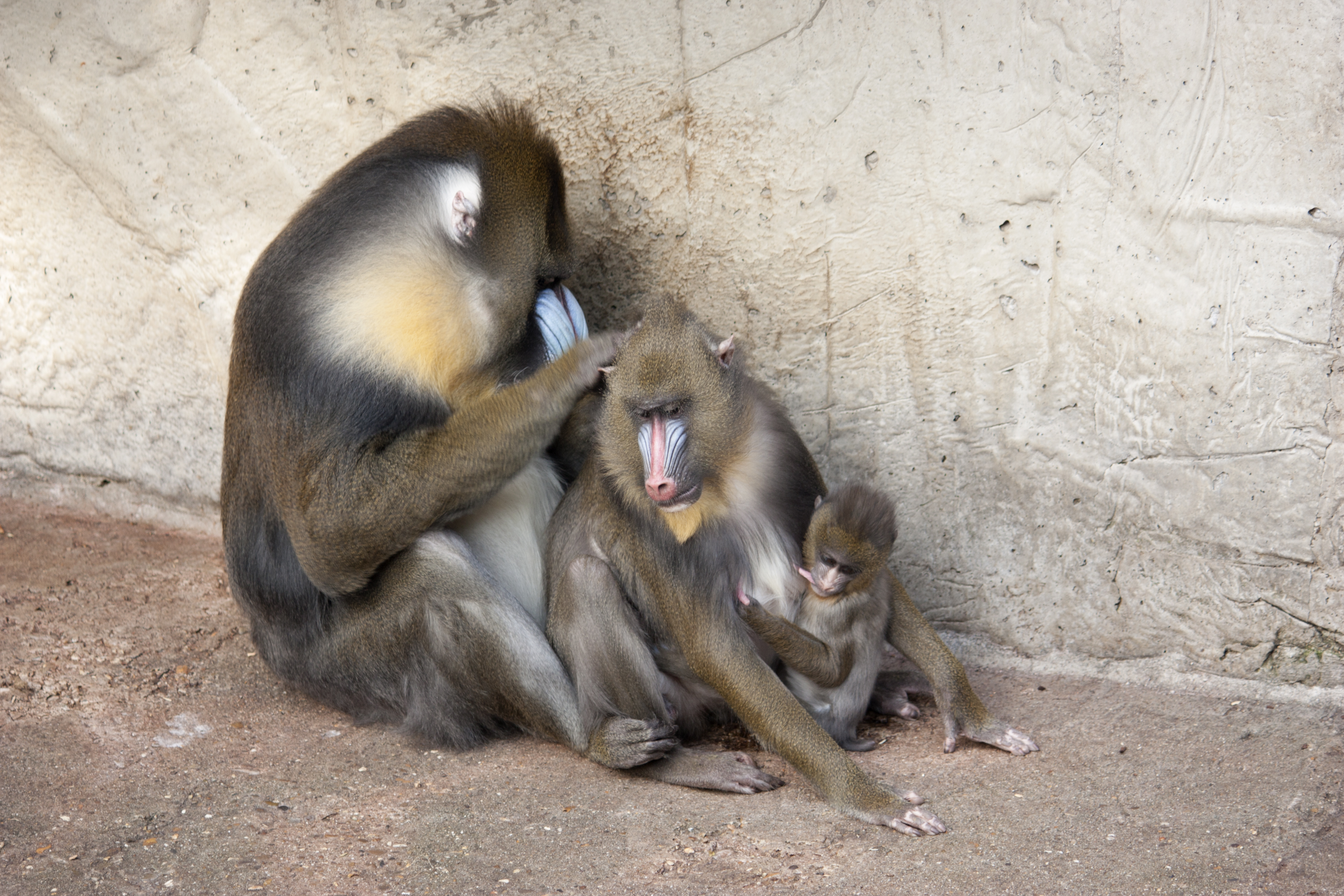
عائلة من الماندريل في حديقة حيوان أرتيس الملكية ، أمستردام ، هولندا

يصنع الماندريل وجهًا صامتًا مكشوف الأسنان حيث تكون الأسنان مكشوفة وتكون قمة الرأس منتصبة والرأس يهتز. قد يكون هذا بمثابة شكل سلمي للتواصل. يحدق الماندريل ويهز رأسه ويصفع الأرض عند وجود أي خطر أو عدوان. يتم عمل أصوات مثل الزئير، والزحام، و «همهمات ثنائية الطور» على مسافات طويلة، بينما يتم عمل أصوات «الياك»، و «همهمات»، والصراخ، والطحن على مسافات قصيرة.

## الوضع والحفظ
يعتبر الماندريل مهدد بخطر أدنى للإنقراض ويتأثر بإزالة الغابات.  ومع ذلك، فإن صيد لحوم الادغال هو التهديد الأكبر . الماندريل مهددة بشكل خاص في جمهورية الكونغو. تم إعادة إدخال بعض الأفراد المولودين في الأسر بنجاح في البرية.

## روابط خارجية
- ARKive - صور وأفلام الماندريل (Mandrillus Sphinx)
- ورقة حقائق الرئيسيات - حفر نسخة محفوظة 12 July 2011 على موقع واي باك مشين. الرئيسيات شبكة المعلومات